# César Durcin
César Durcin, né le 8 mars 1957 à  Pointe-à-Pitre (Guadeloupe) et mort le 11 février 2016 aux Abymes, est un musicien guadeloupéen. 

## Biographie

### Carrière
César Durcin s'est fait connaître en étant le percussionniste du groupe Kassav de 1982 à 1995,.
Au début des années 1990, il sort l'album Expérience, Outsider.

### Vie privée
Il a eu deux enfants Durcin Sundy et Durcin Ayana[réf. nécessaire].

### Mort
Le 11 février 2016, il meurt des suites d'un accident vasculaire cérébral.